# المغربة الحمراء (كشر)

تعديل مصدري - تعديل

المغربة الحمراء هي إحدى قرى عزلة خميس اليزيدي بمديرية كشر التابعة لمحافظة حجة، بلغ تعداد سكانها 1152 نسمة حسب تعداد اليمن لعام 2004.